# سيسيل بيرسون
سيسيل بيرسون (22 يناير 1888 في المملكة المتحدة - 14 سبتمبر 1971 في المملكة المتحدة) (بالإنجليزية: Cecil Pearson)‏ هو لاعب كريكت بريطاني وبريطاني (وحمل سابقاً جنسية المملكة المتحدة لبريطانيا العظمى وأيرلندا). لعب مع نادي مقاطعة غلاموركن للكريكت ‏.

## وصلات خارجية
- سيسيل بيرسون على موقع إي آس بي آن كريك إنفو (الإنجليزية)